# 埃里希·阿佩尔
埃里希·汉斯·阿佩尔（德語：Erich Hans Apel，1917年10月3日—1965年12月3日），工程师，德国统一社会党中央政治局委员、中央书记处书记，东德国家计划委员会主席，1965年自杀身亡。